# Loftahammars församling
Loftahammars församling är en församling i Linköpings stift inom Svenska kyrkan. Församlingen ingår i Norra Tjusts pastorat och ligger i Västerviks kommun i Kalmar län.
Församlingskyrka är Loftahammars kyrka.

## Administrativ historik
Församlingen bildades 1609 genom en utbrytning ur Lofta församling.
Den 1 januari 1952 (enligt beslut den 16 mars 1951) överfördes till Loftahammars församling från Östra Eds församling vissa områden, främst Stora Askö, med 200 invånare (den 31 december 1950) och omfattande en areal av 28,79 km², varav allt land.
Den 1 januari 1974 överfördes till Loftahammars församling från Västra Eds församling ett område med 6 invånare och omfattande en areal av 0,9 km², varav allt land. Samma datum överfördes från Loftahammars församling till Västerviks församling ett område med 12 invånare och omfattande en areal av 3,9 km², varav allt land.

### Pastorat
- 1609 till 25 augusti 1852: Annexförsamling i pastoratet Lofta och Loftahammar.[3][7]
- 25 augusti 1852 till 1992: Församlingen utgjorde ett eget pastorat.[3][7]
- 1992 till 1 januari 2007: Annexförsamling i pastoratet Västra Ed, Ukna och Loftahammar.
- Från den 1 januari 2007: Församlingen ingår i Norra Tjusts pastorat.

## Areal
Loftahammars församling omfattade den 1 januari 1952 en areal av 149,72 km², varav 147,88 km² land. Den 1 januari 1976 omfattade församlingen en areal av 146,7 km², varav 144,8 km² land.

## Kyrkoherdar
| Ämbetstid | Namn                   | Levnadstid | Kommentar                              |
| --------- | ---------------------- | ---------- | -------------------------------------- |
|           | Carl Rydwall           | 1798–1854  |                                        |
|           | Johan Adolf Bergström  |            | Senare kyrkoherde i Å församling.      |
|           | Carl August Bånge      |            | Senare kyrkoherde i Nykils församling. |
| 1870–1886 | Fredrik Hjelm          | 1842–1930  | Senare kyrkoherde i Nykils församling. |
| 1887–1915 | Jonas Petter Blomqvist | 1841–1915  | Kontraktsprost.                        |
| 1915-1942 | Axel Fredrik Dervinger | 1865-1943  |                                        |
| 1980–1984 | Stig Erixon            | 1950–      | [ 9 ]                                  |

### Komministrar
| Ämbetstid | Namn                          | Levnadstid | Kommentar                                    |
| --------- | ----------------------------- | ---------- | -------------------------------------------- |
|           | Ingellus Benedicti            |            | Senare kyrkoherde i Ukna församling.         |
| 1612–1652 | Birgerus Johannis             | –1652      |                                              |
|           | Joannes Haquini Becchius      |            | Senare kyrkoherde i Grebo församling.        |
| 1658–1668 | Petrus Sunonis Tingstadius    | 1627–1668  |                                              |
| 1670–1679 | Sveno Jonae Hanander          | –1679      |                                              |
| 1679–1684 | Jonas Wikman                  | 1641–1692  | Senare kyrkoherde i Lofta församling.        |
|           | Gudmundus Johannis Chryselius |            | Senare kyrkoherde i Grebo församling.        |
| 1693–1729 | Petrus Torselius              | 1659–1729  |                                              |
| 1722–1726 | Olof Ek                       | 1673–1726  |                                              |
| 1727–1748 | Gabriel Scherlin              | 1682–1748  |                                              |
|           | Carl Hammar                   | 1705–1764  |                                              |
|           | Henrik Adam Rydelius          |            | Senare kyrkoherde i Ukna församling.         |
| 1790–1817 | Lars Lindelius                | 1749–1817  |                                              |
| 1819–1841 | Per Skärlin                   | 1772–1841  |                                              |
|           | Nils Nebrén                   |            | Senare kyrkoherde i Locknevi församling.     |
|           | Per Viktor Åberg              |            | Senare kyrkoherde i Ukna församling.         |
|           | Anders Graneli                | 1835-1903  | Senare kyrkoherde i Risinge församling.      |
| 1877–1887 | Jonas Petter Blomqvist        | 1841–1915  | Senare kyrkoherde i Loftahammars församling. |
|           | Karl Noak Nilsson             |            | Senare kyrkoherde i Virserums församling.    |
|           | Carl August Carlstedt         |            | Senare kyrkoherde i Vena församling.         |
|           | Thorsten Erik Ragnar Cars     |            | Senare kyrkoherde i Rumskulla församling.    |

## Organister och klockare
| Verksam   | Namn                            | Levnadstid | Övrigt                |
| --------- | ------------------------------- | ---------- | --------------------- |
| 1740      | Markus Lundgren                 |            | Klockare              |
| 1772-1790 | Johan Erik Teurnberg (Törnberg) | 1742-      | Organist              |
|           | Anders Carlström                |            | Organist              |
| 1812-1831 | Alexander Teurnberg (Törnberg)  | 1789-1831  | Organist och klockare |
| 1832-1848 | Jacob Gabriel Hornwall          | 1792-1848  | Organist och klockare |
| 1848-1900 | Daniel Fredrik Hornwall         | 1822-      | Organist och klockare |